# Satyameva jayate

Emblème de l'Inde

Satyameva jayate (translittération du sanskrit सत्यमेव जयते) est un mantra tiré de la Mundaka Upanishad, un texte sacré indien. Il est traduit par « La vérité seule triomphe ».
« Satyameva jayate » a été choisi comme devise de l'Inde après l’indépendance du pays en 1947 et figure sur l‘emblème national. 
Emblème et mantra sont gravés et inscrits sur le côté face de chaque pièce de monnaie indienne, de même qu’imprimés sur la couverture des passeports indiens. Ils figurent sur les insignes et sceaux officiels de nombreuses hautes autorités du pays. 

## Origine
L’origine de cette expression est un mantra tiré de la Mundaka Upanishad (3.1.6). 
En sanskrit le texte complet est :

« सत्यमेव जयते नानृतं

सत्येन पन्था विततो देवयानः ।

येनाक्रमन्त्यृषयो ह्याप्तकामा

यत्र तत् सत्यस्य परमं निधानम् ॥६॥ »

Translittéré en :

« Satyameva jayate nānṛtaṁ

Satyena panthā vitato devayānaḥ

Yenākramantyṛṣayo hyāptakāmā

Yatra tat satyasya paramaṁ nidhānam. »

En français:

« La vérité seule triomphe ; non pas le mensonge.

Par la vérité le chemin vers Dieu est tracé

Qui mène vers leur but les sages dont les désirs ont été accomplis,

Lieu où réside le trésor suprême de la vérité. »